# کنت مورلی لوچ
کنت مورلی لوچ (انگلیسی: Kenneth Loch؛ ۱۸ سپتامبر ۱۸۹۰ – ۹ ژانویه ۱۹۶۱) فرد نظامی اهل بریتانیا بود. وی همچنین برندهٔ جوایزی همچون صلیب نظامی شده‌است.